# ليونا دالريمبل
ليونا دالريمبل (بالإنجليزية: Leona Dalrymple)‏ (1884 - 22 أكتوبر 1968)؛ كاتبة سيناريو وروائية أمريكية.